# Хайме Дуарте
Хайме Дуарте (ісп. Jaime Duarte, нар. 27 лютого 1955, Ліма) — перуанський футболіст, що грав на позиції захисника. По завершенні ігрової кар'єри — тренер. З 2020 року очолює тренерський штаб команди «Альянса Ліма».
Виступав, зокрема, за клуб «Альянса Ліма», а також національну збірну Перу.

## Клубна кар'єра
У дорослому футболі дебютував 1973 року виступами за команду «Альянса Ліма», в якій провів тринадцять сезонів. У 1975 році він досяг свого першого успіху в кар'єрі в «Альянці», коли виграв чемпіонат Перу. У 1977 та 1978 роках знову став чемпіоном країни.
На початку 1986 року Дуарте став футболістом іншого перуанського клубу — «Сан Агустін» . У першому сезоні гри за цей клуб він виграв чемпіонат Перу, єдиний в його історії. У 1988 році він приєднався до венесуельського «Депортіво Італія», де провыв сезон 1988/89.
Завершив ігрову кар'єру на батьківщині у команді «Спорт Бойз», за яку виступав протягом 1989—1990 років.

## Виступи за збірну
1 липня 1975 року дебютував в офіційних іграх у складі національної збірної Перу в товариському матчі проти Еквадору (2:0).
У складі збірної був учасником двох чемпіонатів світу — 1978 року в Аргентині та 1982 року в Іспанії. На обох турнірах був основним гравцем і зіграв в усіх іграх, шести і трьох відповідно. Також був учасником розіграшів Кубка Америки 1979 та 1983 років і на обох дійшов з командою до півфіналу турніру, здобувши бронзові нагороди.
Загалом протягом кар'єри у національній команді, яка тривала 11 років, провів у її формі 54 матчі, забивши 1 гол.

## Кар'єра тренера
Як тренер працював зі збірною Перу з пляжного футболу, з якою став віце-чемпіоном світу 2000 року, а також жіночою збірною Перу з футболу.
Також у 2001 та 2020 роках недовго очолював тренерський штаб команди «Альянса Ліма».

## Титули і досягнення

### Як гравця
- Чемпіон Перу (4):

«Альянса Ліма»: 1975, 1977, 1978
«Сан Агустін»: 1986